# چار مالانگا
چار مالانگا (به لاتین: Char Malanga) یک روستا در بنگلادش است که در استان باریسال و در ناحیه باریسال واقع شده است.